# Houston Mavericks
Houston Mavericks fue un equipo miembro de la American Basketball Association durante los años 1967-1969, más tarde sería trasladado a diferentes ciudades y adoptaría los siguientes nombres: Carolina Cougars (1969-1974), Spirits of St. Louis (1974-1976) y Utah Rockies (propuesto).

## Orígenes
Los Mavericks fueron uno de los primeros equipos de la ABA, anunciado el 2 de febrero de 1967 cuando la ABA ya estaba formada. Uno de los primeros miembros de los Mavericks fue Bud Adams, que fue propietario además de los Houston Oilers equipo que jugaba en la American Football League.

## Temporada 1967-1968
En su primera temporada, 1967-1968, los Mavericks acabaron un balance de 29 victorias y 49 derrotas, lo que les colocó en el cuarto lugar de la División Oeste. Ellos jugaron sus partidos de casa en el Sam Houston Coliseum y la asistencia media era de 1.543. Willie Somerset y DeWitt Menyard de los Mavericks jugaron en el All Star Game de la ABA. Art Becker también formó parte de este equipo. Problemas financieros provocaron que la ABA se encargase del equipo, haciendo transacciones con costes límites. Los Mavericks se clasificaron para los playoffs pero perdieron ante los Dallas Chaparrals en las semifinales de la División Oeste por 3 partidos a 0.

## Temporada 1968-1969
En su segunda temporada acabaron con un balance de 23 victorias y 55 derrotas. Willie Somerset de nuevo jugó en el All Star Game de la ABA. Durante la temporada, el propietario del equipo pasó a ser una encabezada por James C. Gardner, que más tarde llegaría a ser comisionado de la ABA. La media de asistencia de los Mavericks fue de 1.147, pero las cifras muchas veces estaban modificadas. La asistencia de los partidos de casa de los Mavericks rondaba los 100. Los Houston Mavericks jugaron su último partido el 2 de abril de 1969 ante solo 89 fanes, derrotando a los New York Nets 149-132. Los 149 puntos fue el mayor récord de puntos de los Mavericks. Otro récord a remarcar fueron los 43 tiros libres consecutivos que consiguieron durante la temporada, la racha comenzó con 7 tiros libres en el final de un partido con doble prórroga que les sirvió para la victoria ante los Minnesota Pipers el 16 de junio de 1969. El siguiente partido se conseguirían 36 de 36 tiros desde la línea ante los New York Nets. El récord finalizó con el primer tiro libre ante los Kentucky Colonels el 18 de junio de 1969. Los Mavericks finalizaron su temporada en el sexto lugar de la división del Oeste y no se clasificaron para los playoffs.

## Posteriores traslados
Al acabar la temporada 1968-1969 el equipo se trasladó a Carolina del Norte para jugar como los Carolina Cougars. Después de unos años en North Carolina se trasladarían a San Luis, Misuri y compitieron como los Spirits of St. Louis. Después de la temporada 1975-1976 el equipo se movió a Salt Lake City, Utah para jugar como los Utah Rockies pero la nueva ABA-NBA merger decidió no incluir a los Spirits/Rockies y a los Kentucky Colonels y las franquicias fueron abandonadas, mientras que sus jugadores eran incluidos en un draft disperso.